# This ole house
This ole house is een lied geschreven door Stuart Hamblen. Hamblen kreeg de inspiratie voor dit lied toen hij een keer aan het jagen was met de filmster John Wayne. Zij stuitten daarbij op een oude berghut, waarin een reeds dode oude man zat, bewaakt door zijn nog levende hond. Hamblen gaf het liedje op single uit, maar veel succes had het niet. Nog datzelfde jaar bracht Rosemary Clooney het uit en zong het de hitparades in. Daarna volgden nog tal van artiesten uiteenlopend van Billie Jo Spears , Brian Setzer, Johnny Cash en Bette Midler. The Shadows kwamen met een instrumentale versie. In 1981 scoorde Shakin' Stevens een vette hit met This ole house. Er zijn tevens Deense (Her i voren hus), Duitse (Das alte Haus von Rocky-Docky) en Finse (Seiska) bekend. De geschiedenis van het lied is vastgelegd op de B-kant van de promosingle (The inspiring story behind) This ole house.

## Rosemary Clooney
Rosemary Clooney had er daarentegen wel succes mee, maar dan in het Verenigd Koninkrijk en de Verenigde Staten. Het was in Engeland na Half as much en Man/woman haar derde hit aldaar en haar eerste nummer 1-hit. Ze zou er zeven hits hebben. This ole house, waarin ze begeleid werd door Buddy Cole en zijn orkest, hield het achttien weken uit in de UK Singles Chart, waarvan een week op plaats 1. Nederland en België waren in 1954 nog niet zover; er waren nog hitparades.

## Billie Anthony
Vlak nadat de versie van Clooney de hitparade besteeg, kwam er een uitgave van Billie Anthony. Deze versie stond gelijktijdig met die van Clooney in de Britse singlelijsten met zestien weken notering en een vierde plaats als hoogste. Het zou diens enige hit in Engeland blijven.

## Shakin' Stevens
Het werd even stil rond dit liedje, maar in februari 1981 stond het dan weer in de hitparades. Dit keer was het de beurt aan Shakin' Stevens, die het in een rock-and-rollversie bracht. Het werd een van de meer dan dertig hitnoteringen van hem in het Verenigd Koninkrijk met vier nummer 1 –hits: This ole house, Green door, Oh Julie en Merry Christmas everyone. De B-kant was van Stevens zelf. Het lied stond niet op een van zijn elpees, maar door het succes werd zijn album Marie Marie omgedoopt tot This ole house en werd een van de oorspronkelijke tracka ingeruild voor deze single.

### Hitnotering
This ole house hield het zeventien weken uit in de Britse top 50, waarvan drie weken op nummer 1.

#### Nederlandse Top 40
| Positie: | 30 | 24 | 20 | 15 | 8 | 7 | 5 | 5 | 5 | 8 | 14 | 17 | 38 | uit |

#### NederlandseMega top 50
| Positie: | 29 | 35 | 20 | 23 | 12 | 6 | 6 | 6 | 8 | 9 | 10 | 14 | 17 | 31 | 40 | uit |

#### BelgischeBRT Top 30
Hier werd Shakin' Stevens gestuit door Grace Jones met I've seen that face before (Libertango)
| Positie: | 16 | 9 | 13 | 5 | 3 | 2 | 3 | 3 | 14 | uit |

#### VlaamseUltratop 30
Hij werd gestuit door Champaign met How 'Bout Us en The Jacksons met Can You Feel It.
| Positie: | 24 | 18 | 12 | 11 | 5 | 4 | 3 | 3 | 3 | 9 | 17 | 38 | uit |

#### NPO Radio 2 Top 2000
| Nummer met noteringen in de NPO Radio 2 Top 2000 | '99  | '00  |
| ------------------------------------------------ | ---- | ---- |
| This ole house                                   | 1821 | 1951 |

1. ↑  Een vetgedrukt getal geeft de hoogste notering aan.
2. ↑  Deze tabel is bijgewerkt tot en met de laatste editie (2024).